# Dolní Branná

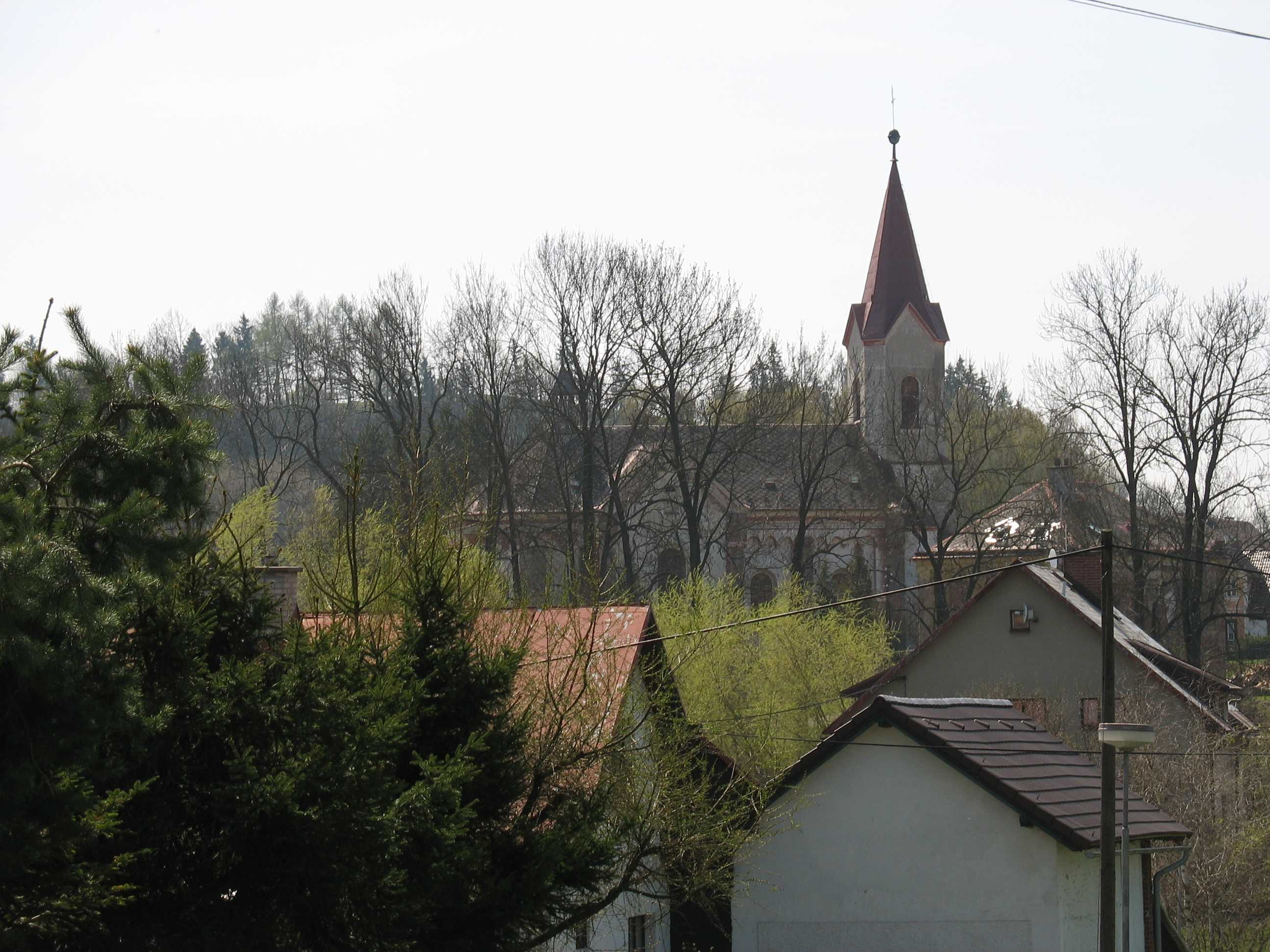
Kirche des hl. Georg

Dolní Branná (deutsch Hennersdorf, früher auch Unter Branna bzw. Nieder Brenney) ist eine Gemeinde in Tschechien. Sie liegt vier Kilometer südlich von Vrchlabí und gehört zum Okres Trutnov.

## Geographie
Dolní Branná erstreckt sich im Riesengebirgsvorland rechtsseitig der Elbe im Tal des Baches Sovinka (Sowinetz). Nördlich erhebt sich der Liščí kopec (497 m), im Osten die Hůrka (492 m), südlich der Fejfarův vrch (493 m), südwestlich die Hůra (566 m), im Westen die Horka (510 m) sowie nordwestlich der Na Vrších (534 m) und Principálek (523 m). Am nördlichen Ortsrand verläuft die Bahnstrecke Velký Osek–Trutnov, die im Ort befindliche Bahnstation trägt den Namen Horní Branná. Dolní Branná wird von der Straße II/295 von Vrchlabí nach Studenec durchquert.
Nachbarorte sind Vejsplachy und Liščí Kopec im Norden, Podhůří im Nordosten, Kunčice nad Labem und Příčnice im Südosten, Horní Kalná, Na Močidle und Zálesní Lhota im Süden, Bakov und Martinice v Krkonoších im Südwesten, Javorek und Jilem im Westen sowie Jilemnice, Bohdanec und Horní Branná im Nordwesten.

## Geschichte
Das Waldhufendorf Branna entstand in der Mitte des 13. Jahrhunderts. Die erste schriftliche Nachricht über das zum Dekanat Jičín gehörige Dorf Unterbrenney erfolgte 1276. Im Jahre 1352 wurden Brenna inferior und Brenna superior in einem päpstlichen Zehntverzeichnis aufgeführt. Seit 1357 gehörte Brenna inferiori dem Jan von Skupice. Nachfolgender Besitzer war ab 1363 Václav von Cidlina, danach erwarben 1380 die Herren von Waldstein Inferior Brenna und schlossen das Gut an ihre Burgherrschaft Stepanitz an. Im Jahre 1389 waren Hynek und Zdenko von Waldstein die Besitzer. Nach dem Tode Zdenkos von Waldstein erbte 1393 dessen Sohn Heinrich (Henik) die Herrschaft. Da seit 1395 der lateinische Ortsname Henrici villa nachweislich ist, wird angenommen, dass sich dieser vom Vornamen dieses Grundherren herleitet. Im Jahre 1398 ließ Eusebia von Waldstein eine hölzerne Kirche errichten. Ab 1406 wurde Lhota Zahajská als Zubehör von Henrici villa aufgeführt. Zu Beginn der Hussitenkriege zogen die Aufständischen im März 1424 durch das Dorf nach Arnau. Vermutlich wurde die hölzerne Kirche dabei niedergebrannt, denn 1490 ließ Georg von Waldstein eine steinerne Kirche erbauen. Bei der 1492 erfolgten Teilung der Herrschaft Stepanitz zwischen Hynko und Heinrich (Heník) von Waldstein blieb Henrici villa beim Heinrich von Waldstein zugesprochenen unteren Teil, der neben der Burg Stepanitz lediglich das Gut Branna und die Hälfte von Starkenbach umfasste. Ab 1510 fielen die Stepanitzer Güter an den Familienzweig der Waldstein von Skal. Im Stadtbuch von Hohenelbe wurde das Dorf 1542 erstmals als Hainrichsdorff bezeichnet. Weitere Namensformen waren Heinrichsdorff (1562), Heinerßdorf (1576), Doleny Branna (1619), Unter Branna (1633), Heiners Dorff (1673) und Hennerstorff (1703). Im Jahre 1549 erwarb Johann von Waldstein und Stepanitz die Herrschaft, ihm folgten um 1552 sein Sohn Zdenko und danach dessen Sohn Wilhelm, der als letzter des Geschlechts die Burg Stepanitz bewohnte. Wilhelms Sohn Zdenko, der die Herrschaft bis 1574 besaß, ließ 1561 in Branna ein neues Schloss errichten und verlegte den Sitz der Herrschaft von Stepanitz nach Branna. Seine Nachkommen ließen 1583 in Branna ein zweites – größeres – Schloss erbauen. Ab 1599 war Adam der Jüngere von Waldstein Besitzer von Branna, ihm folgte Hynko von Waldstein auf Dobrawitz, Kristberg und Branna. Dieser verkaufte die Herrschaft Branna 1606 an den Besitzer von Hohenelbe, Johann von Morzin, der sie wenig später an Wenzel Zaruba von Hustiřan weiterleitete. Nach der Schlacht am Weißen Berg wurden die Güter von Wenzel Zaruba konfisziert und Branna 1628 für 47.994 Gulden an Albrecht von Waldstein verkauft, der sie seinem Herzogtum Friedland zuschlug. Nach Waldsteins Ermordung fiel Branna im Zuge der Auflösung des Herzogtums Maximilian Karl von Waldstein zu. Er setzte testamentarisch seinen Schwager Ferdinand III. Bonaventura von Harrach-Rohrau zum Erben ein. Im Jahre 1701 kaufte Bonaventura von Harrach-Rohrau auch den oberen oder Starkenbacher Anteil von Franz Paul Harant von Polschitz und Weseritz für 242.000 Gulden und vereinte den Brannaer und Starkenbacher Anteil zur Herrschaft Starkenbach. 1706 erbte dessen Sohn Aloys I. Thomas Raimund Graf Harrach die Herrschaft. Im Jahre 1716 wurde mit Tobias Hiltscher der erste Lehrer in Hennersdorf eingesetzt. 1742 erbte Aloys Sohn Friedrich III. Graf Harrach-Rohrau den Besitz. Während des Zweiten Schlesischen Krieges verwüsteten im September 1745 preußische Truppen das Dorf. Im Jahr darauf brannte die Schule ab, 1747 ließ Friedrich von Harrach ein neues hölzernes Schulhaus erbauen. Nach dem Tode von Friedrich von Harrach erbte 1749 dessen Sohn Ernst V. Guido Graf Harrach-Rohrau die Herrschaft, ihm folgte 1783 Johann Nepomuk XII. Graf Harrach. Dieser verkaufte den Wiener Majoratsgarten sowie das Majoratsgut Wlkawa und übertrug das Majorat auf die vereinigte Allodialherrschaft Starkenbach. Im Jahre 1827 erfolgte der Bau der Kreisstraße von Hohenelbe über Hennersdorf nach Huttendorf. Nach dem Tode von Johann Nepomuk Graf Harrach übernahm 1829 dessen Sohn Ernst Graf Harrach die Herrschaft. Im Jahre 1834 lebten in den 182 Häusern von Hennersdorf bzw. Unter Branna / Dolenj Brana 1228 fast ausschließlich deutschsprachige Bewohner. Neben der Filialkirche St. Georg, der Schule sowie einem Gasthaus an der Straße nach Hohenelbe gab es im Dorf zwei Mühlen; die obere lag am Sowinetzbach und die untere  dreigängige, zu der auch eine Walke gehörte, an dessen Mündung in die Elbe. Zudem wurden seit dem 15. Jahrhundert Kupfererze, Azurit und Malachit abgebaut. Bis zur Mitte des 19. Jahrhunderts blieb Hennersdorf immer der Fideikommissherrschaft Starkenbach untertänig.
Nach der Aufhebung der Patrimonialherrschaften bildete Hennersdorf / Dolení Branná ab 1850 eine Gemeinde im Gerichtsbezirk Hohenelbe bzw. im Bezirk Hohenelbe. 1857 erfolgte die Grundsteinlegung für die neue Kirche, die drei Jahre später geweiht wurde. Der neue Friedhof wurde 1868 angelegt. 1869 begann der Bau der Eisenbahn von Stará Paka nach Trautenau, sie nahm 1871 ohne Halt in Hennersdorf den Verkehr auf. 1872 errichtete das Bielefelder Textilunternehmen Merfeld & Söhne in Hennersdorf eine Hand- und Mechanische Weberei. Im Jahre 1873 wurde die Gemeinde vom Bezirk Starkenbach in den Bezirk Hohenelbe umgegliedert. Nach der Gründung der Freiwilligen Feuerwehr errichtete diese 1880 ihr Spritzenhaus. Nachdem die untere Mühle von Robert Ullmann abgebrannt war, kaufte Robert Dix aus Großaupa 1885 die Brandstätte auf und errichtete dort eine Papierfabrik. 1892 wurde der Karner errichtet, im Jahr darauf erhielt der Ort ein Postamt. Die Bahnstation Hennersdorf wurde 1898 eingerichtet. Im Jahre 1908 ging die Weberei von Merfeld & Söhne an den Unternehmer Josef Jan Menčík aus Semily über. 1910 bestand die Einwohnerschaft aus 1262 Deutschen und 140 Tschechen. Im selben Jahre  gründete der Unternehmer Peter Honnemayer zusammen mit seinem Schwager Alfred Pilz aus Warnsdorf eine Taschentuchfabrik. Das Postamt erhielt 1913 einen Telegraphen. Nach der Gründung der Tschechoslowakei entstand 1919 in der Gemeinde eine einklassige tschechische Minderheitenschule, die zehn Jahre später ein eigenes Schulhaus bezog. Im Jahre 1929 erfolgte auch der Anschluss an das Elektrizitätsnetz. Die Straße nach Pelsdorf wurde 1935 asphaltiert. Bei den im selben Jahre durchgeführten Wahlen gewann die Sudetendeutsche Partei. Nach dem Münchner Abkommen wurde die Gemeinde 1938 dem Deutschen Reich zugeschlagen und gehörte bis 1945 zum Landkreis Hohenelbe. Die tschechische Schule wurde 1938 geschlossen und ihr Rektor Josef Šlitr, der Vater von Jiří Šlitr, vertrieben. 1930 lebten in Hennersdorf 1294 Menschen, 1939 waren es 1171. Nach dem Ende des Zweiten Weltkrieges kam Dolní Branná zur Tschechoslowakei zurück. Die Grafen Harrach, die in den 1920er Jahren im Zuge der Bodenreform Teile ihres Großgrundbesitzes abtreten mussten, wurden 1945 gänzlich enteignet. Aus dem Dorf wurden nach Kriegsende 975 Deutsche vertrieben und an ihrer Stelle etwa 400 Tschechen aus Horní Branná sowie weitere 200 aus der Umgebung angesiedelt. Im Schulhaus der deutschen Schule nahm die tschechische Schule den Unterricht auf. Die Papierfabrik Dix wurde stillgelegt und die Weberei Menčík nach der Verstaatlichung an das Unternehmen Mostex angegliedert. Aus dem Unternehmen Honnemayer & Pilz entstand die Fabrik Mileta. Der Kupferbergbau wurde 1951 in der Ortslage Záduší kurzzeitig wieder aufgenommen. Im Zuge der Aufhebung des Okres Vrchlabí wurde Dolní Branná 1960 dem Okres Trutnov zugeordnet. Seit 1999 führt Dolní Branná ein Wappen und banner.

## Ortsgliederung
Für die Gemeinde Dolní Branná sind keine Ortsteile ausgewiesen. Zu Dolní Branná gehört die Einschicht Bakov.

## Sehenswürdigkeiten
- Kirche St. Georg, neoromanischer Bau aus den Jahren 1857 bis 1860. Geweiht wurde sie am 2. Oktober 1860. Die 1499 gegossene Hauptglocke der Kirche ist die zweitälteste in der Diözese Hradec Králové und trägt die Inschrift Tento zwon slit gest licczsti letha bozieho tisicieho cztirsteho dewadesateho dewateho panu bohu vssemohucimu a swatymu Girzi.
- Pfarrhaus, erbaut 1860–1863
- Kapelle St. Josef, nördlich des Dorfes an der Straße nach Vrchlabí; sie entstand um 1294 und erhielt ihre heutige barocke Gestalt im 18. Jahrhundert. Am 10. Mai 1884 wurde um die Kapelle fünf Linden gepflanzt, Anlass dafür bildete wahrscheinlich die Verlobung des Kronprinzen Rudolf. Später entstand unterhalb der Kapelle ein Urnenfriedhof.

## Söhne und Töchter der Gemeinde
- Josef Malinský, tschechoslowakischer Biathlet und Teilnehmer der Olympischen Spiele 1976 in Innsbruck